# Chalcolampra
Chalcolampra is een geslacht van kevers uit de familie bladkevers (Chrysomelidae).
De wetenschappelijke naam van het geslacht werd in 1853 gepubliceerd door Charles Émile Blanchard.

## Soorten
- Chalcolampra fulvomontis Reid, 1993
- Chalcolampra multinoda Reid, 1993
- Chalcolampra walgalu Reid, 1993
- Chalcolampra winnunga Daccordi, 2003